# Johann Georg Beckhof
Johann Georg Beckhof (* 9. Juli 1661 in Stade; † 21. August 1747) war ein deutscher Jurist.

## Leben
Beckhof besuchte die Schule zunächst in seiner Heimatstadt Stade, wechselte aber wegen der Kriegsunruhen 1675 auf das Gymnasium in Hamburg. 1681 bezog er zum Studium der Rechtswissenschaften die Universität Helmstedt. Wegen der Ausbreitung der Pest ging er später nach Frankfurt (Oder), wo er bis 1684 blieb. 1685 war er in Utrecht, 1685 in Leiden. Nach einer Reise nach England und Frankreich schloss er seine Studien 1687 mit der Promotion zum Dr. jur. ab. Im gleichen Jahr ließ er sich als Advokat in Stade nieder, wurde 1688 Ordinarius bei den königlichen Gerichten, 1708 Commissarius Fisci, 1721 Königlicher Justizrat und Hofgerichtsassessor. Ab 1738 war er Mitglied des Konsistoriums in Stade.
Beckhof übersetzte Pierre Poirets „Die Klugheit der Gerechten“ ins Deutsche. Die Verbreitung des Werks führte zur Forderung nach einer Absetzung des Pastors Johann Heinrich Horb in Hamburg.